# بابلو باريديس
بابلو باريديس (بالإسبانية: Pablo Paredes) هو لاعب كرة قدم إسباني في مركزي نصف الجناح، ولد في 11 فبراير 1983 في يوديو في إسبانيا. لعب مع أتلتيك بيلباو ب وأتلتيك بيلباو ونادي باراكالدو ونادي باسكونيا ونادي سيستاو ريفر ونادي لايايوا.

## وصلات خارجية
- بابلو باريديس على موقع قاعدة بيانات كرة القدم.إي يو (الإنجليزية)
- بابلو باريديس على موقع Soccerway.com (الإنجليزية)